# Liste des espèces de reptiles inscrites à l'Annexe I de la CITES
La liste suivante recense les espèces menacées de reptiles inscrites à l'Annexe I de la CITES. 
Sauf mention contraire, l'inscription à l'Annexe d'une espèce inclut l'ensemble de ses sous-espèces et de ses populations.

## Liste[1]
- Famille des Alligatoridae :
  - Alligator sinensis
  - Caiman crocodilus apaporiensis
  - Caiman latirostris (sauf la population de l'Argentine, inscrite à l'Annexe II)
  - Melanosuchus niger (sauf les populations du Brésil et de l’Équateur, inscrites à l'Annexe II)

- Famille des Crocodylidae :
  - Crocodylus acutus (sauf certaines populations du département de Córdoba, en Colombie, et les populations de Cuba et du Mexique, inscrites à l'Annexe II)
  - Crocodylus cataphractus
  - Crocodylus intermedius
  - Crocodylus mindorensis
  - Crocodylus moreletii (sauf les populations du Belize et du Mexique, inscrites à l'Annexe II)
  - Crocodylus niloticus (sauf les populations de certains pays d'Afrique orientale et d'Afrique australe, inscrites à l'Annexe II)
  - Crocodylus palustris
  - Crocodylus porosus (sauf les populations de l'Australie, de l'Indonésie, de la Malaisie et de la Papouasie-Nouvelle-Guinée, inscrites à l'Annexe II)
  - Crocodylus rhombifer
  - Crocodylus siamensis
  - Osteolaemus tetraspis
  - Tomistoma schlegelii

- Famille des Gavialidae :
  - Gavialis gangeticus
- Famille des Sphenodontidae :
  - Sphenodon spp.

- Famille des Agamidae :
  - Ceratophora erdeleni
  - Ceratophora karu
  - Cophotis ceylanica
  - Cophotis dumbara

- Famille des Anguidae :
  - Abronia anzuetoi
  - Abronia campbelli
  - Abronia fimbriata
  - Abronia frosti
  - Abronia meledona

- Famille des Chamaeleonidae :
  - Brookesia perarmata

- Famille des Gekkonidae :
  - Cnemaspis psychedelica
  - Gonatodes daudini
  - Lygodactylus williamsi

- Famille des Helodermatidae :
  - Heloderma horridum charlesbogerti

- Famille des Iguanidae :
  - Brachylophus spp.
  - Cyclura spp.
  - Sauromalus varius

- Famille des Lacertidae :
  - Gallotia simonyi

- Famille des Varanidae :
  - Varanus bengalensis
  - Varanus flavescens
  - Varanus griseus
  - Varanus komodoensis
  - Varanus nebulosus

- Famille des Shinisauridae :
  - Shinisaurus crocodilurus

- Famille des Boidae :
  - Acrantophis spp.
  - Boa constrictor occidentalis
  - Epicrates inornatus
  - Epicrates monensis
  - Epicrates subflavus
  - Sanzinia madagascariensis

- Famille des Bolyeriidae :
  - Bolyeria multocarinata
  - Casarea dussumieri

- Famille des Pythonidae :
  - Python molurus molurus

- Famille des Viperidae :
  - Vipera ursinii (seulement la population de l'Europe mais pas celles de l'ancienne URSS)

- Famille des Chelidae :
  - Pseudemydura umbrina

- Famille des Cheloniidae :
  - Cheloniidae spp.

- Famille des Dermochelyidae :
  - Dermochelys coriacea

- Famille des Emydidae :
  - Glyptemys muhlenbergii
  - Terrapene coahuila

- Famille des Geoemydidae :
  - Batagur affinis
  - Batagur baska
  - Cuora bourreti
  - Cuora picturata
  - Geoclemys hamiltonii
  - Mauremys annamensis
  - Melanochelys tricarinata
  - Morenia ocellata
  - Pangshura tecta

- Famille des Platysternidae :
  - Platysternidae spp.

- Famille des Testudinidae :
  - Astrochelys radiata
  - Astrochelys yniphora
  - Chelonoidis niger
  - Geochelone elegans
  - Geochelone platynota
  - Gopherus flavomarginatus
  - Malacochersus tornieri
  - Psammobates geometricus
  - Pyxis arachnoides
  - Pyxis planicauda
  - Testudo kleinmanni

- Famille des Trionychidae :
  - Astrochelys radiata
  - Chitra chitra
  - Chitra vandijki
  - Nilssonia gangetica
  - Nilssonia hurum
  - Nilssonia nigricans